# هنري سامبسون (لاعب كريكت)
هنري سامبسون (بالإنجليزية: Henry Sampson)‏ (13 مارس 1813 بشفيلد في المملكة المتحدة - 29 مارس 1885) هو لاعب كريكت بريطاني (وحمل سابقاً جنسية المملكة المتحدة لبريطانيا العظمى وأيرلندا).

## وصلات خارجية
- هنري سامبسون على موقع إي آس بي آن كريك إنفو (الإنجليزية)